# Bournel
Pour les articles homonymes, voir Bournel (homonymie).
Bournel est une commune du Sud-Ouest de la France, située dans le département de Lot-et-Garonne (région Nouvelle-Aquitaine).

### Localisation

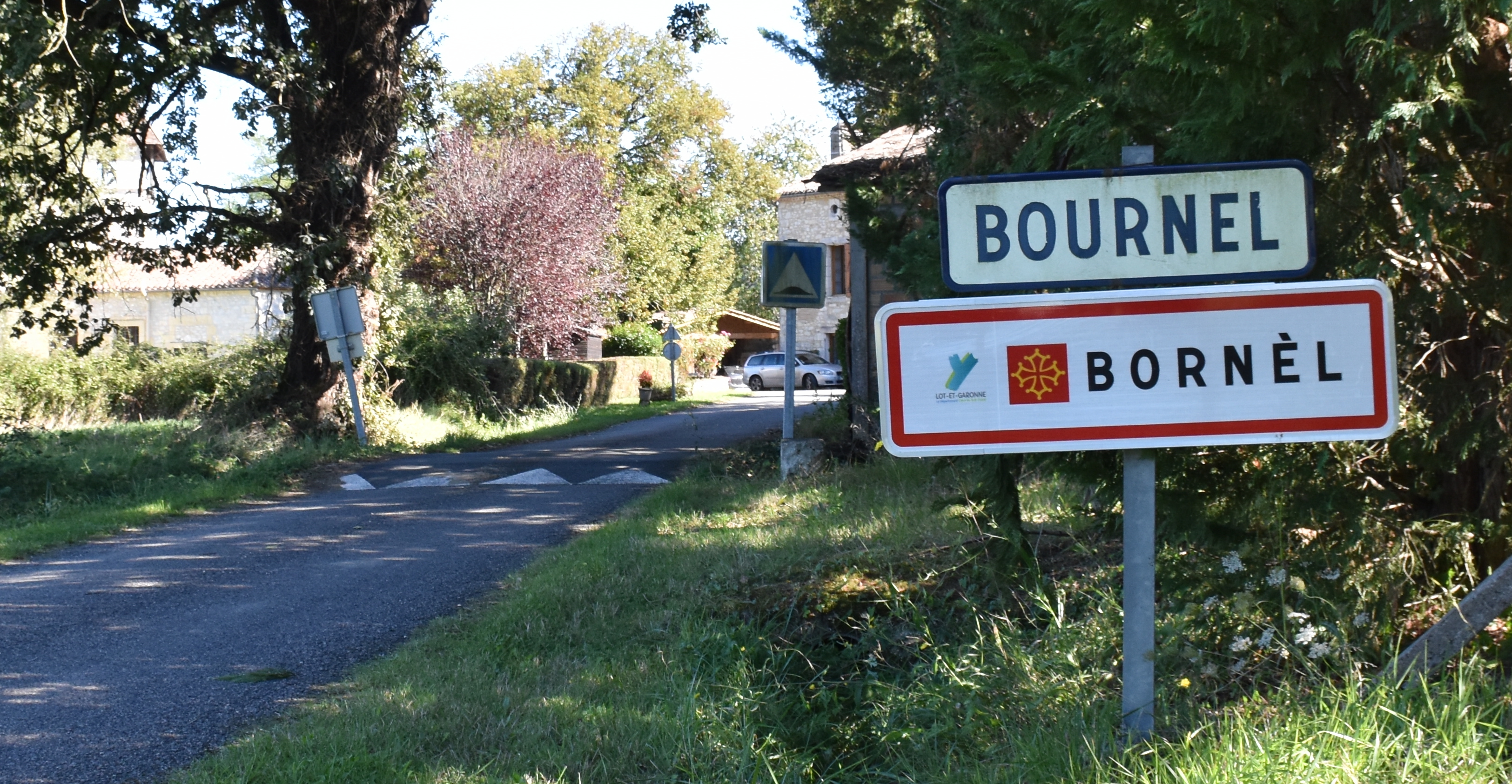
Une entrée de la commune.

## Géographie

### Communes limitrophes
Les communes limitrophes sont  Doudrac, Ferrensac, Mazières-Naresse, Montaut et Villeréal.
|           | Doudrac | Mazières-Naresse |
| Ferrensac | Bournel | Villeréal        |
|           | Montaut |                  |

Représentations cartographiques de la commune
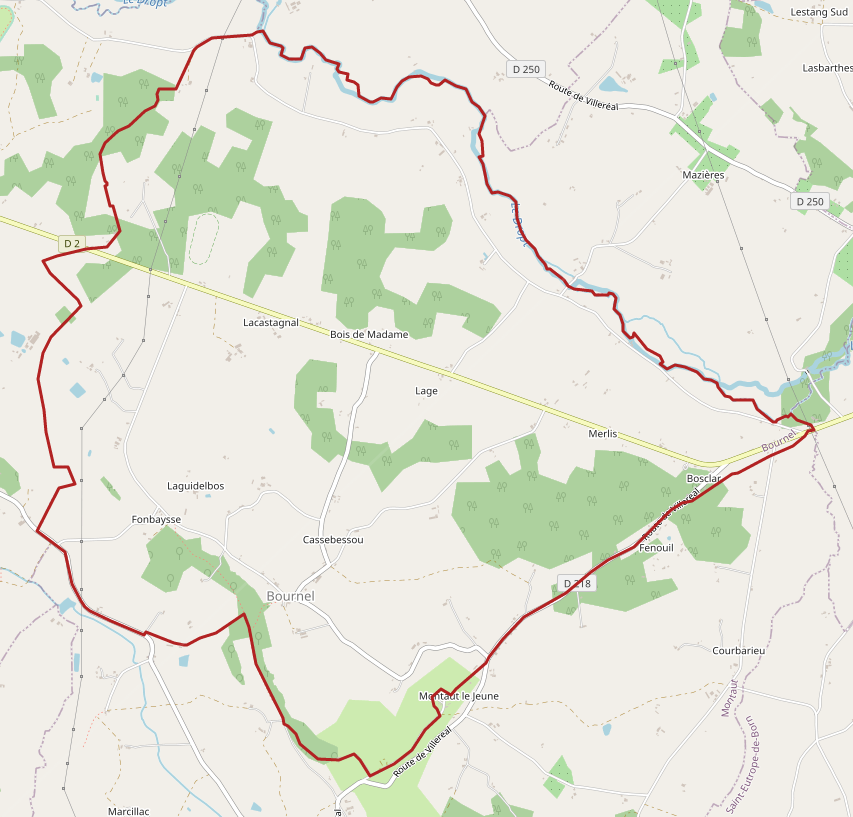
Carte OpenStreetMap.
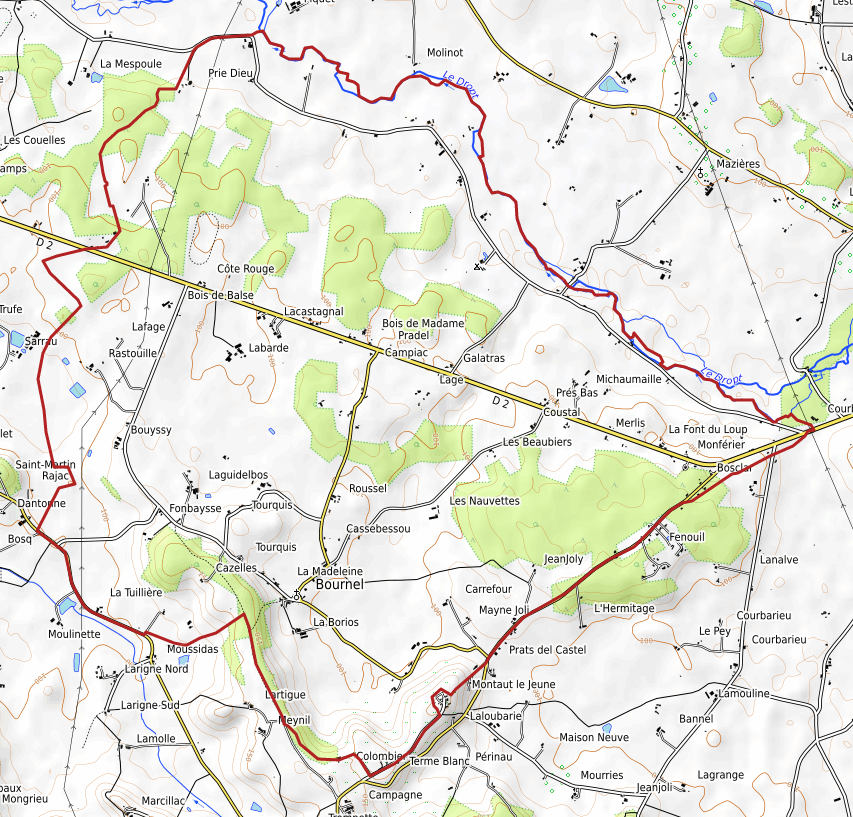
Carte topographique.

### Climat
Pour des articles plus généraux, voir Climat de la Nouvelle-Aquitaine et Climat de Lot-et-Garonne.
Historiquement, la commune est exposée à un climat océanique aquitain.  
En 2020, Météo-France publie une typologie des climats de la France métropolitaine dans laquelle la commune est dans une zone de transition entre le climat océanique et le climat océanique altéré et est dans la région climatique Aquitaine, Gascogne, caractérisée par une pluviométrie abondante au printemps, modérée en automne, un faible ensoleillement au printemps, un été chaud (19,5 °C), des vents faibles, des brouillards fréquents en automne et en hiver et des orages fréquents en été (15 à 20 jours).
Pour la période 1971-2000, la température annuelle moyenne est de 12,6 °C, avec une amplitude thermique annuelle de 15,2 °C. Le cumul annuel moyen de précipitations est de 842 mm, avec 12,1 jours de précipitations en janvier et 7 jours en juillet. Pour la période 1991-2020, la température moyenne annuelle observée sur la station météorologique la plus proche, située sur la commune de Cancon à 10 km à vol d'oiseau, est de 13,4 °C et le cumul annuel moyen de précipitations est de 852,4 mm,. Pour l'avenir, les paramètres climatiques de la commune estimés pour 2050 selon différents scénarios d’émission de gaz à effet de serre sont consultables sur un site dédié publié par Météo-France en novembre 2022.

## Urbanisme

### Typologie
Au 1er janvier 2024, Bournel est catégorisée commune rurale à habitat très dispersé, selon la nouvelle grille communale de densité à sept niveaux définie par l'Insee en 2022.
Elle est située hors unité urbaine et hors attraction des villes,.

### Occupation des sols

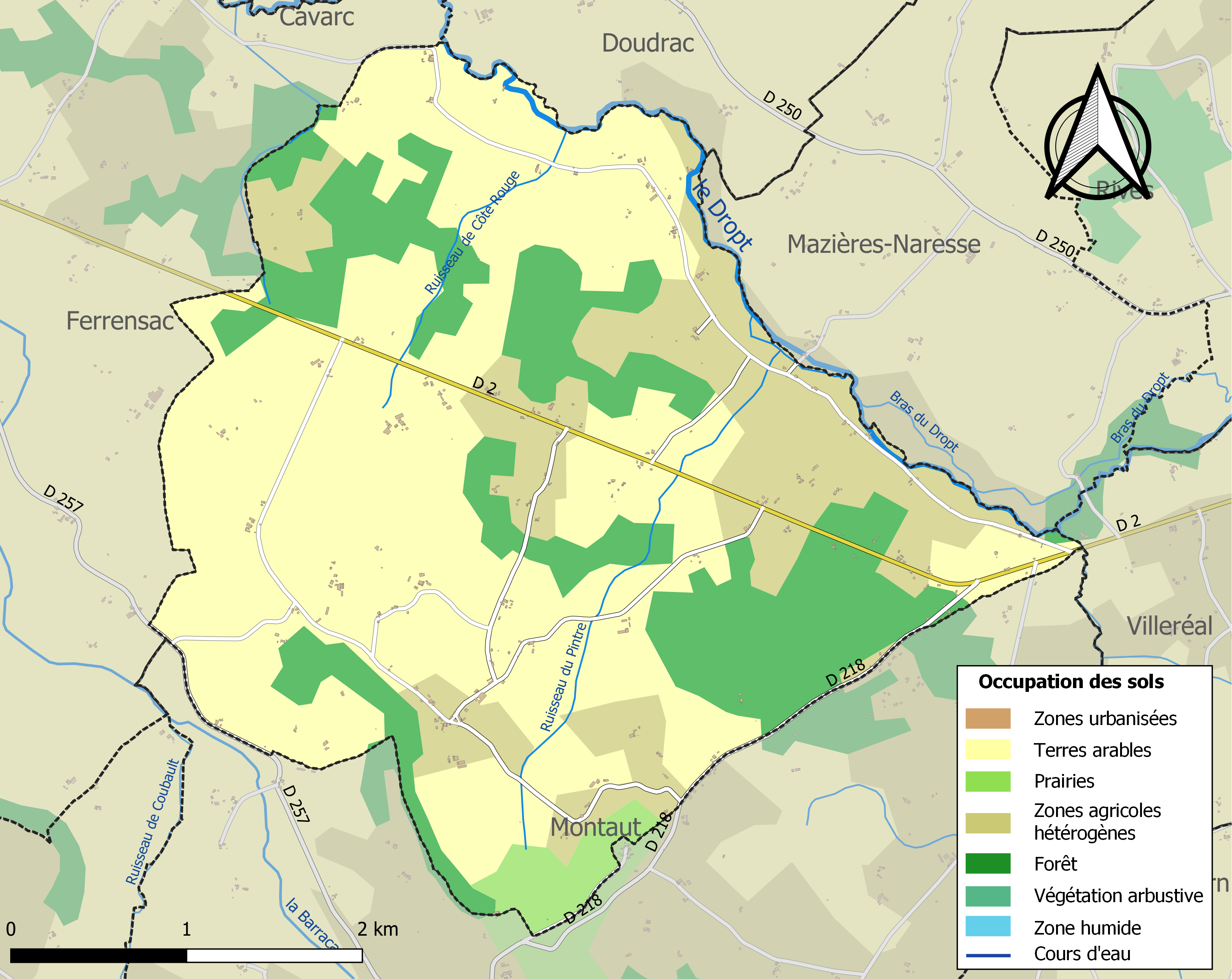
Carte des infrastructures et de l'occupation des sols de la commune en 2018 (CLC).

L'occupation des sols de la commune, telle qu'elle ressort de la base de données européenne d’occupation biophysique des sols Corine Land Cover (CLC), est marquée par l'importance des territoires agricoles (78,3 % en 2018), en diminution par rapport à 1990 (80,1 %). La répartition détaillée en 2018 est la suivante : 
terres arables (56,3 %), forêts (21,7 %), zones agricoles hétérogènes (19,9 %), prairies (2,1 %). L'évolution de l’occupation des sols de la commune et de ses infrastructures peut être observée sur les différentes représentations cartographiques du territoire : la carte de Cassini (XVIIIe siècle), la carte d'état-major (1820-1866) et les cartes ou photos aériennes de l'IGN pour la période actuelle (1950 à aujourd'hui).

### Risques majeurs
Le territoire de la commune de Bournel est vulnérable à différents aléas naturels : météorologiques (tempête, orage, neige, grand froid, canicule ou sécheresse), inondations, mouvements de terrains et séisme (sismicité très faible). Un site publié par le BRGM permet d'évaluer simplement et rapidement les risques d'un bien localisé soit par son adresse soit par le numéro de sa parcelle.
Certaines parties du territoire communal sont susceptibles d’être affectées par le risque d’inondation par une crue à  débordement lent de cours d'eau, notamment le Dropt. La commune a été reconnue en état de catastrophe naturelle au titre des dommages causés par les inondations et coulées de boue survenues en 1982, 1993, 1999 et 2009,.
Les mouvements de terrains susceptibles de se produire sur la commune sont des affaissements et effondrements liés aux cavités souterraines (hors mines) et des tassements différentiels. Afin de mieux appréhender le risque d’affaissement de terrain, un inventaire national permet de localiser les éventuelles cavités souterraines sur la commune.

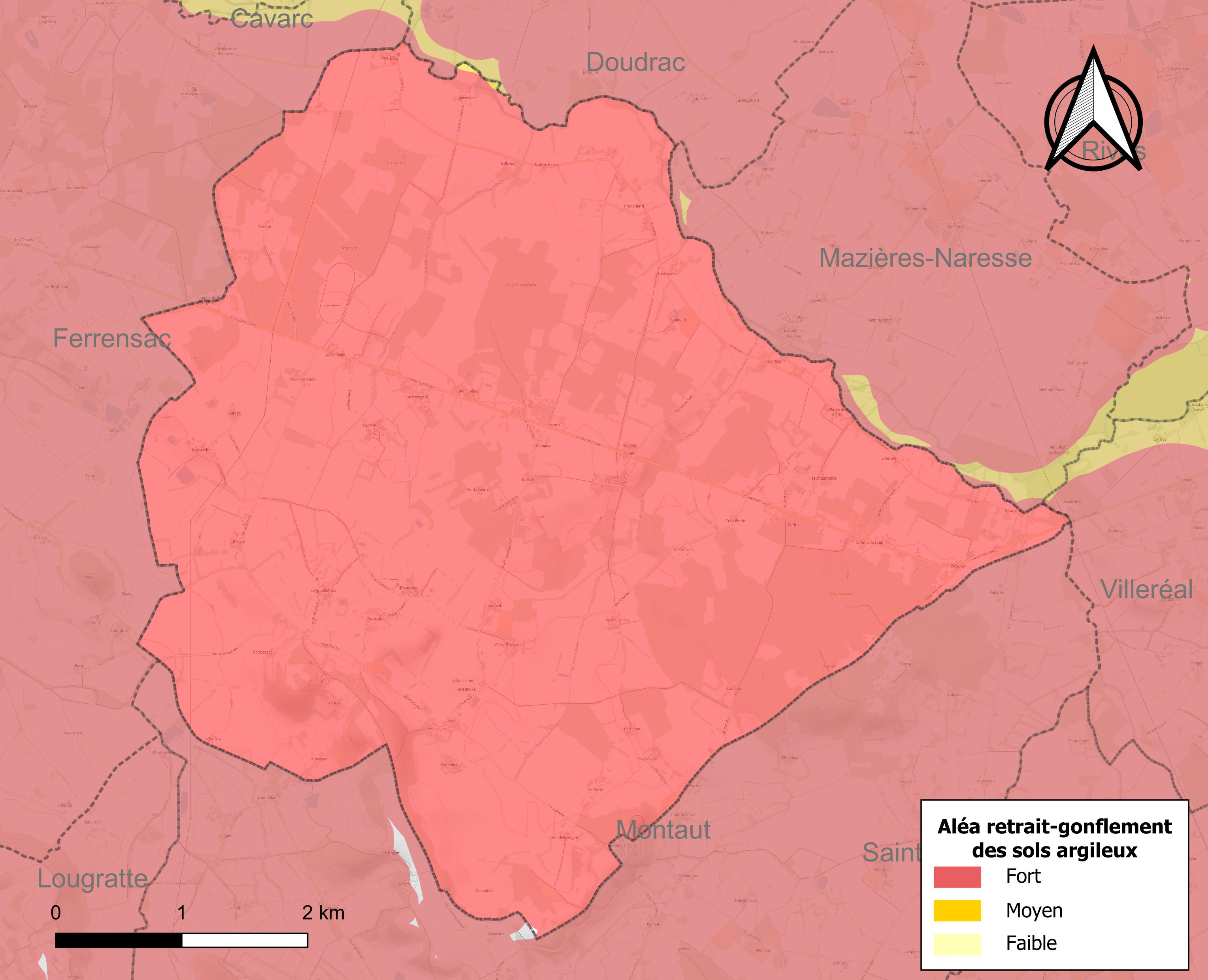
Carte des zones d'aléa retrait-gonflement des sols argileux de Bournel.

Le retrait-gonflement des sols argileux est susceptible d'engendrer des dommages importants aux bâtiments en cas d’alternance de périodes de sécheresse et de pluie. La totalité de la commune est en aléa moyen ou fort (91,8 % au niveau départemental et 48,5 % au niveau national). Depuis le 1er octobre 2020, en application de la loi ELAN, différentes contraintes s'imposent aux vendeurs, maîtres d'ouvrages ou constructeurs de biens situés dans une zone classée en aléa moyen ou fort,.
Concernant les mouvements de terrains, la commune a été reconnue en état de catastrophe naturelle au titre des dommages causés par la sécheresse en 2005 et 2017 et par des mouvements de terrain en 1999.

## Histoire
On trouve au nord-ouest du village une butte artificielle au lieu-dit la Moutette, haute de 7 mètres, de 27 mètres de rayon et entourée d'eau. Elle a été fouillée en 1866 et on y a trouvé des pointes de flèches, des débris de poteries, des ossements d'animaux, avec au centre une pierre plate qui recouvrait un trou rempli de cendres noires. Elle a été interprétée à l'époque et en 1952 comme étant un tumulus. Après  réexamen en 1987, il s'agit en fait d'une motte médiévale.
La légende locale raconte qu'on a enseveli en ce lieu les morts tués à la bataille de Ferrensac entre les Anglais et le seigneur de Biron.
Au XIIe siècle, Bournel dépendait de la seigneurie de Montaut. Bournel était une étape sur le chemin de Saint-Jacques de Compostelle.
La commune est le lieu d'une des dernières fois où l'on chercha à brûler une sorcière en France. Quatre paysannes du village, les dames Petit, Froment, Lespinasse et Tounadre, tourmentées par des malheurs à répétition et des maladies, imaginent que leurs maux proviennent des sorts que leur aurait jetés leur vieille voisine, Anne Duval, veuve Chauffour, habitant au lieu-dit Campiac. Le 12 décembre 1824, pendant les vêpres, les quatre femmes s'emparent de la pauvre veuve. Elles lui donnent une bastonnade avant de chercher à l'obliger à annuler les mauvais sorts qu'elle aurait jetés. Non satisfaites, elles lui attachent les mains et lui brûlent grièvement les deux jambes. Lassées, elles finissent par relâcher leur victime qui parvient à rentrer difficilement chez elle. Sa fille porte plainte le lendemain. Après deux enquêtes de gendarmerie, un procès en assises condamne deux des tortionnaires à 5 ans de réclusion

## Politique et administration

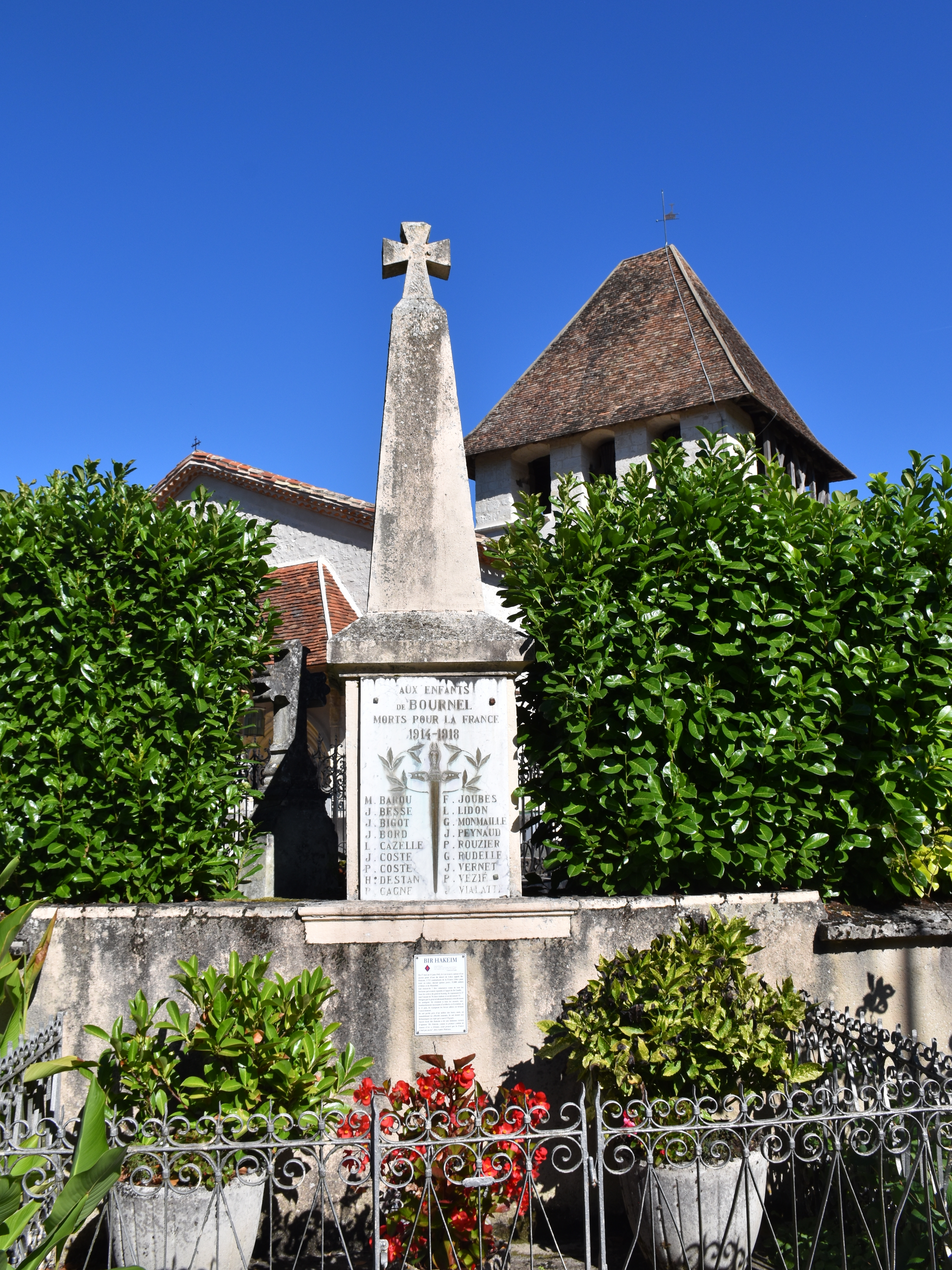
Le monument aux morts.

| Période                                  | Période   | Identité       | Étiquette | Qualité           |
| ---------------------------------------- | --------- | -------------- | --------- | ----------------- |
| mars 1983                                | mars 2014 | Roland Soulage |           | Retraité agricole |
| mars 2014                                | En cours  | Agnès Couderc  |           |                   |
| Les données manquantes sont à compléter. |           |                |           |                   |

## Démographie
L'évolution du nombre d'habitants est connue à travers les recensements de la population effectués dans la commune depuis 1806. Pour les communes de moins de 10 000 habitants, une enquête de recensement portant sur toute la population est réalisée tous les cinq ans, les populations de référence des années intermédiaires étant quant à elles estimées par interpolation ou extrapolation. Pour la commune, le premier recensement exhaustif entrant dans le cadre du nouveau dispositif a été réalisé en 2004.

En 2022, la commune comptait 252 habitants, en évolution de +3,7 % par rapport à 2016 (Lot-et-Garonne : −0,18 %, France hors Mayotte : +2,11 %).
| 1806 | 1821 | 1831 | 1836 | 1841 | 1846 | 1851 | 1856 | 1861 |
| ---- | ---- | ---- | ---- | ---- | ---- | ---- | ---- | ---- |
| 695  | 657  | 735  | 751  | 726  | 709  | 708  | 662  | 617  |

| 1866 | 1872 | 1876 | 1881 | 1886 | 1891 | 1896 | 1901 | 1906 |
| ---- | ---- | ---- | ---- | ---- | ---- | ---- | ---- | ---- |
| 613  | 577  | 580  | 553  | 536  | 495  | 463  | 448  | 417  |

| 1911 | 1921 | 1926 | 1931 | 1936 | 1946 | 1954 | 1962 | 1968 |
| ---- | ---- | ---- | ---- | ---- | ---- | ---- | ---- | ---- |
| 390  | 327  | 338  | 345  | 336  | 319  | 326  | 279  | 284  |

| 1975 | 1982 | 1990 | 1999 | 2004 | 2006 | 2009 | 2014 | 2019 |
| ---- | ---- | ---- | ---- | ---- | ---- | ---- | ---- | ---- |
| 220  | 237  | 228  | 250  | 229  | 234  | 258  | 242  | 253  |

| 2022 | - | - | - | - | - | - | - | - |
| ---- | - | - | - | - | - | - | - | - |
| 252  | - | - | - | - | - | - | - | - |

## Lieux et monuments

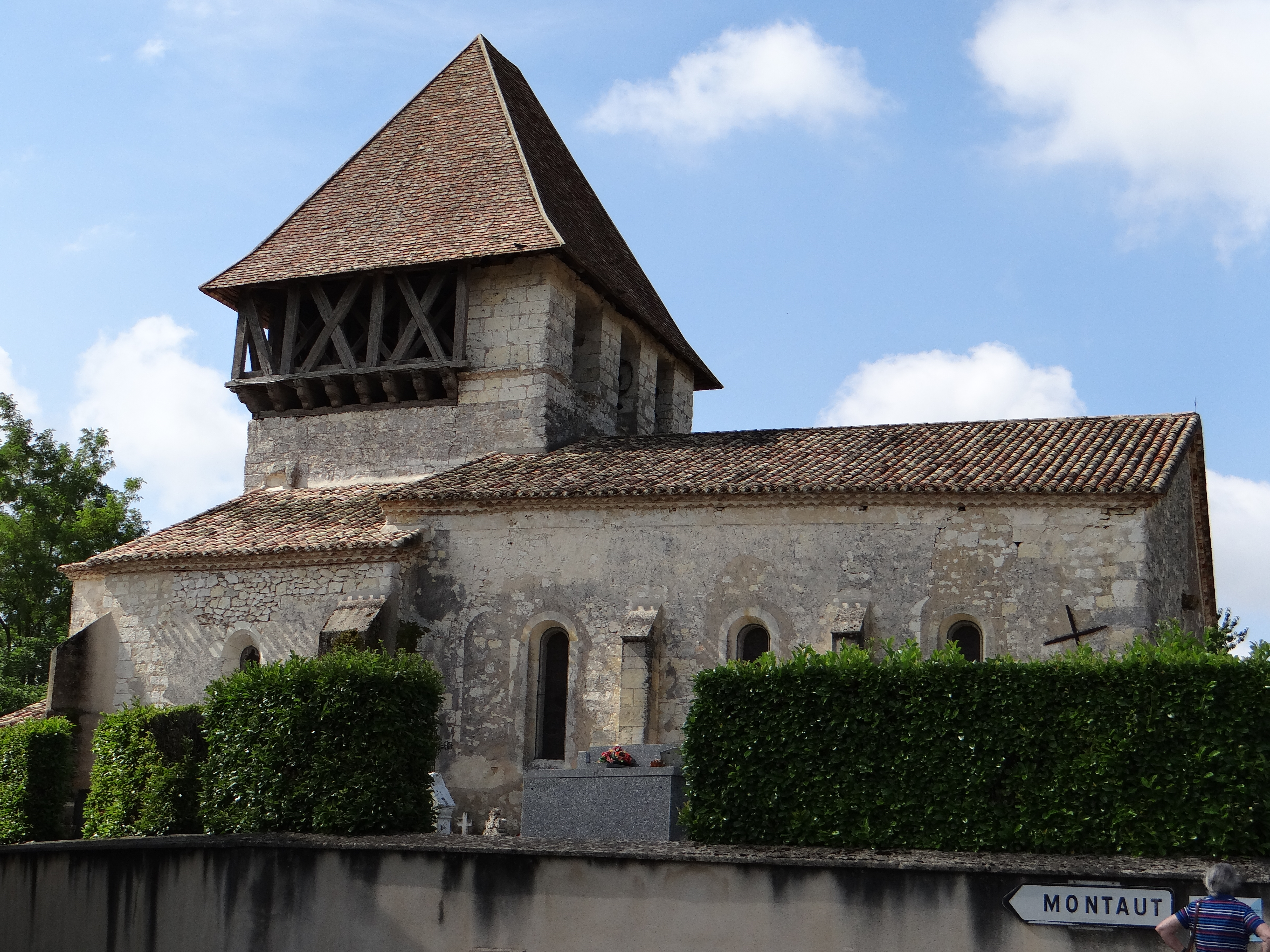
Église Sainte-Madeleine.

- Église Sainte-Marie-Madeleine, XIe siècle ou XIIe siècle[26]. L'édifice a été inscrit au titre des monuments historique en 1948[27].
- Maison à empilage au hameau de Lage. Ce type de maison a été construit entre Villeréal et Castillonnès, entre 1505 et 1507. Les poutres étaient plongées dans une eau très calcaire entraînant leur calcification et permettant leur conservation jusqu'à nos jours. Il en reste encore une cinquantaine d'exemplaires dans cette aire géographique.